# エル・ネット
エル・ネット（el-Net）とは、文部科学省が衛星放送を利用して全国に教育、文化、スポーツ、科学技術に関する情報を直接配信していた教育情報衛星通信ネットワークまたはインターネットを利用して同様に配信を行っていた教育情報通信ネットワークのこと。生涯学習政策局の所管。1993年7月より稼動し、2008年4月よりインターネット配信方式に切り替えたが、2011年3月末日をもって運用を停止した。
衛星通信の受信局は、全国の社会教育施設、学校等約1500ヶ所で、送信局は、文部科学省の他、全国の教育センター等23ヶ所。一般家庭では受信できない。
番組には、「子ども放送局」、「わくわくサイエンスアワー」、「チャレンジ教室 ものづくり」のように学校教育で利用できるものや、「シニアのための食生活」のような社会教育のための番組の他、文部科学省ニュースのような教育行政ニュースの発信のようなものもある。番組により、受信局で録画し、繰り返し視聴できるもの、またそれを外部に貸し出しできるもの、また録画できないものなどの区別がある。
全国の教育委員会を窓口に、導入年次から3ヶ年を限度とした助成金で始めた。このため、3ヶ年経過後は、ほとんどの地方で維持経費や機器更新費用の予算確保ができないことから、取り止める自治体が続出していた。
2008年4月からインターネット配信に切り替え、一般家庭からでも視聴できるようになったが、2008年6月時点ではコンテンツはごく僅かであった。
2011年3月末日をもって、YouTubeやUstream等の民間動画共有サービスの活用により代替可能であることから、運用を停止した。なお、文部科学省が制作した生涯学習関係等の動画コンテンツのうち可能なものについては、必要に応じYouTube及びUstreamの文部科学省チャンネルに掲載することとしている。